# Leuctra aculeata
Leuctra aculeata är en bäcksländeart som beskrevs av Peter Zwick 1982. Leuctra aculeata ingår i släktet Leuctra och familjen smalbäcksländor. Inga underarter finns listade i Catalogue of Life.